# Jean Simon Loiseau
Pour les articles homonymes, voir Loiseau.
Jean Simon Loiseau est un jurisconsulte français né à Frasne le 10 mai 1776 et mort à Paris le 17 décembre 1822.

## Biographie
Immédiatement après ses premières études, il fait son cours de droit à Dijon sous le célèbre Proudhon. Venu à Paris pour y suivre le barreau et se livrer à la pratique des affaires, il est longtemps, avec M. Bavoux un des collaborateurs du journal intitulé Jurisprudence du code civil. S'apercevant des difficultés qu'entraînait devant les tribunaux l'application des nouvelles lois sur les enfants naturels, il entreprend de rassembler toutes les règles de la matière dans un ouvrage qu'il publie sous le titre de Traité des enfants naturels. 
Après la Restauration, il publie un autre écrit intitulé De la cour de cassation. En 1813, Loiseau donne une nouvelle édition du petit traité de Lebrun, Sur la prestation des fautes. Il est aussi l'un des collaborateurs du Dictionnaire des arrêts modernes, publié à la même époque sous le nom de M. Dupin, Loiseau et Delaporte. 
On a encore de lui :
- la Cause célèbre, enfant égaré dans la Vendée, 1809, 2 vol. in-8° ;
- Dictionnaire des arrêts modernes, 1809, 2 vol. in-8° ;
- Mémoires sur le duel, Paris, 1819, in-8°.

Il est enterré au cimetière du Père-Lachaise (22e division).

## Source
« Jean Simon Loiseau », dans Louis-Gabriel Michaud, Biographie universelle ancienne et moderne : histoire par ordre alphabétique de la vie publique et privée de tous les hommes avec la collaboration de plus de 300 savants et littérateurs français ou étrangers, 2e édition, 1843-1865 [détail de l’édition]